# Oechelhausen
Oechelhausen ist ein Stadtteil von Hilchenbach im Kreis Siegen-Wittgenstein, Nordrhein-Westfalen.

## Geographische Lage
Der Ort liegt südlich des Hauptortes im oberen Dreisbachtal im Naturpark Sauerland-Rothaargebirge.

## Geschichte
1265 wurde Oechelhausen erstmals erwähnt. Am 13. Januar 1624 erfolgte die Aufnahme Oechelhausens in das Kirchspiel und das Amt Hilchenbach.
Bis zur kommunalen Neugliederung am 1. Januar 1969 gehörte der Ort, damals noch mit der Schreibweise Öchelhausen, dem Amt Keppel an.

## Ehemalige Ortsvorsteher
- 1969–1975: Herbert Seelbach († 13. April 1993)[5]

## Sonstiges
- Oechelhausen und Ruckersfeld sind durch den Natur-Lernpfad Oechelhausen-Ruckersfeld miteinander verbunden.